# Batalla de Cer
La batalla de Cer, también llamada batalla de Jadar (la principal zona de operaciones se ubicó en la cuenca del río Jadar en Serbia), fue una de las primeras batallas de la Primera Guerra Mundial; además marcó la primera victoria aliada de la guerra. La disputaron el Ejército austrohúngaro y el Ejército de Serbia entre el 16 y el 19 de agosto de 1914.
Las fuerzas austrohúngaras asignadas a la invasión de Serbia estaban bajo el mando del general Oskar Potiorek, que había sido responsable del destacamento de seguridad del archiduque Francisco Fernando en Sarajevo. El ejército serbio lo mandaba el príncipe Alejandro, con el jefe del Estado Mayor General, el voivoda Radomir Putnik, que había llevado a los serbios a la victoria en la guerra de los Balcanes. Los generales Stepa Stepanovic y Pavle Jurisic también mandaron fuerzas en la batalla de Cer, y en otras contra las fuerzas austrohúngaras.

## Antecedentes
El 12 de agosto comenzó la invasión austrohúngara de Serbia con el cruce del Sava y la toma de la ciudad de Šabac por unidades del 2.° Ejército. Por su parte, el 5.º Ejército cruzó el Drina y avanzó hacia los montes Cer.

## Primer combate
Cuando quedó claro que la invasión austrohúngara no provendría del norte como se esperaba, sino del oeste, Putnik tuvo que cambiar la disposición de sus fuerzas. Para detener el avance hacia el monte Cer y el valle del Jadar, ordenó al 3.er Ejército que  detuviese el avance del 5.º enemigo mientras que el 2.º Ejército serbio lo acometía por el flanco izquierdo justo a la altura del Cer.
Mientras una división de infantería y otra de caballería cubrían el flanco derecho serbio en dirección a Šabac, otras dos divisiones quedaron encargadas de apoderarse del Cer. Este monte era un punto estratégico porque desde él se dominaba tanto el valle del Jadar como la llanura mesia.
Una de las divisiones serbias chocó inopinadamente con una austrohúngara, la 21.ª del VIII Cuerpo de Ejército, a las nueve de la noche del día 15 de agosto. En medio de la noche y de un intenso chaparrón veraniego, las dos divisiones lucharon denodadamente por hacerse con el monte. Ambas despacharon a la lid a los regimientos según llegaban al lugar. Los serbios habían caminado cuarenta kilómetros ese día y era el tercero de marchas forzadas, pero se lanzaron al combate con ímpetu, lo que sorprendió al enemigo. La batalla, una serie de cruentos y confusos choques en diversos puntos entre los campamentos austrohúngaros preparados para pasar la noche y las unidades serbias que los asaltaron, duró varias horas y costó grandes pérdidas a los dos bandos. Al amanecer los dos bandos se hallaban agotados por la lucha de la noche, pero los serbios pudieron desplegar un nuevo regimiento recién llegado y dos baterías que comenzaron a batir las posiciones enemigas. La artillería austrohúngara, por el contrario, apenas pudo causar daños a los serbios, pues se hallaba demasiado lejos del lugar de los combates y se coordinó mal con la infantería que los libraba. A mediodía del día 16, la batalla prácticamente concluyó, fundamentalmente por el agotamiento de los soldados, tras un fallido intento de contraataque de la mermada 21.ª División austrohúngara.
Los serbios perdieron más de tres mil soldados en el confuso combate nocturno, pero desbarataron a la 21.ª División. Los restos de las dos divisiones enfrentadas se retiraron, pero la batalla resultó una victoria táctica para los serbios porque detuvo el avance austrohúngaro. Los irregulares serbios (komitadji) hostigaron la retaguardia del enemigo en retirada. Durante el 17 se disputaron diversas escaramuzas entre la 21.ª División austrohúngara en retirada y la caballería e irregulares serbios que la perseguían. Al mismo tiempo, dos divisiones serbias hicieron retroceder lentamente a la 9.ª enemiga en Cer. Ese día los ejércitos .2º y 5.º austrohúngaros perdieron todo contacto entre sí y la 21.ª División quedó totalmente desbaratada.
El día 18 los austrohúngaros trataron de aniquilar al enemigo mediante un movimiento de pinza entre el IV Cuerpo al norte y el XIII al sur, mientras el VIII en el centro debía sostenerse en Cer. Los serbios, por su parte, esperaban contener la acometida en los flancos y destrozar al VIII Cuerpo en Cer. En el norte el IV Cuerpo apenas logró avanzar seis kilómetros hacia Cer, ante la encarnizada resistencia serbia. Al día siguiente, cuatro de sus divisiones fueron incapaces de avanzar nuevamente ante la denodada oposición de la división enemiga que impedía la marcha hacia Cer.

## Combates posteriores
De inmediato, los austrohúngaros emprendieron un ataque de los flancos serbios, en la zona de Šabac por el norte y del valle del Jadar por el suroeste. Cuando parecía que los flancos iban a ceder, la línea serbia logró sostenerse merced a la llegada de la División Timok, la última reserva de Putnik en la zona, que recorrió sesenta kilómetros durante la noche para sostener el flanco derecho de la línea. En el izquierdo, el 2.º Ejército, con cierto apoyo del 3.º, detuvo la acometida austrohúngara del otro brazo de la pinza, la que avanzaba por el valle del Jadar.
El día 19 se consumó la victoria serbia en el centro del sector, en torno al monte Cer. La División Combinada y la de Morava, el núcleo del 2.º Ejército, logró quebrar la resistencia del VIII Cuerpo austrohúngaro y tomar la cima del monte a la bayoneta. Esa misma tarde, el VIII Cuerpo se retiró precipitadamente hacia el Drina, desprotegiendo el flanco izquierdo del XIII Cuerpo que combatía en el valle del Jadar, al sur del Cer. Potiorek ordenó la retirada general del 5.º Ejército a la orilla izquierda del Drina el mismo día. En efecto, al retirada de la 21.ª División precipitó la del resto de unidades del 5.º Ejército tras apenas diez días de ofensiva.

## Últimas maniobras
El 20 de agosto el 2.º Ejército austrohúngaro, que debía trasladarse al frente ruso, abandonó la cabeza de puente que aún conservaba en torno a Šabac. Los serbios fueron incapaces de impedir la retirada austrohúngara, agotados por los combates. El 24 de agosto, los serbios recobraron Šabac. La batalla fue la primera victoria de los Aliados en la guerra.

## Bajas

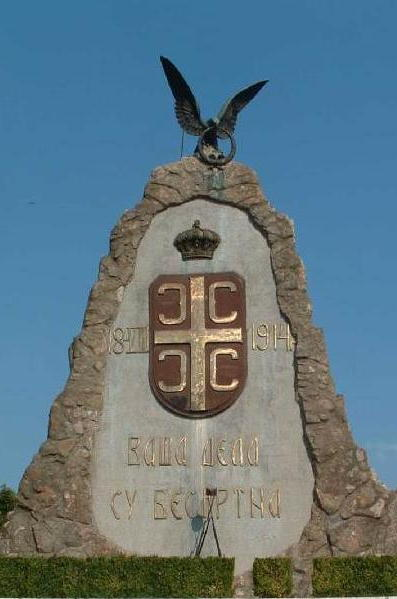
Monumento a los caídos en el sitio de la batalla

Los dos bandos sufrieron abundantes pérdidas en los combates en torno al Cer. Los serbios tuvieron un 12 % de bajas, más de dieciséis mil setecientos soldados entre muertos, heridos y desaparecidos. Los austrohúngaros, veintitrés mil seiscientos. Además cuatro mil quinientos de sus soldados fueron hechos prisioneros por los serbios.

## Legado
La canción patriótica serbia “Marcha sobre el Drina” fue escrito por el compositor serbio Stanislav Binicki poco después de la batalla para conmemorar la victoria.
La batalla fue la primera victoria aliada sobre las Potencias Centrales en la Primera Guerra Mundial. El triunfo de Serbia en el campo de batalla atrajo la atención mundial hacia el país y ganó la simpatía por parte de los países neutrales y aliados.
Después de esta batalla, Momčilo Gavrić, el soldado más joven de la historia, fue ascendido a cabo con ocho años de edad.